# Aegyptobia karystensis
Aegyptobia karystensis är en spindeldjursart som beskrevs av Hatzinikolis 1987. Aegyptobia karystensis ingår i släktet Aegyptobia och familjen Tenuipalpidae. Inga underarter finns listade i Catalogue of Life.